# Merode-Trilogie
Die Merode-Triloge umfasst die historischen Kriminalromane Teufelswerk, Mönchsgesang und Löwentod des deutschen Schriftstellers Günter Krieger. Die drei Bücher erschienen erstmals in den Jahren 1999 bis 2001 und sind seither mehrfach in verschiedenen Ausgaben neu aufgelegt worden.

## Inhaltliches
Historisches Panorama ist das 14. Jahrhundert. Mathäus Dreyling, Dorfherr der Herrschaft Merode, ermittelt im Auftrag des historisch belegten Markgrafen Wilhelm von Jülich in verschiedenen Mordfällen. Unterstützt wird der Dorfherr von seinem scharfsinnigen Freund Heinrich, einem Vagabunden und ehemaligen Söldner. 

### Band 1: Teufelswerk
Im Juli 1349 wird in einem Waldstück bei Merode eine junge Frau ermordet aufgefunden. Die abergläubische Dorfbevölkerung ist davon überzeugt, dass der Teufel selbst seine Hand im Spiel hat, aber schon bald kann Dorfherr Mathäus einen Verdächtigen in Haft nehmen. Kurz darauf findet man jedoch eine zweite Frauenleiche. Offenbar gibt es einen weiteren Täter. Dessen Entlarvung bestimmt den Fortgang des Romans.

### Band 2: Mönchsgesang
Dorfherr Mathäus Dreyling wird im Herbst 1349 in das nahe Kloster Schwarzenbroich gerufen, um das natürliche Ableben eines Mönchs zu bescheinigen. Mathäus aber findet deutliche Hinweise auf Mord. Die Suche nach dem Täter, der innerhalb der Klostermauern leben muss, wird für den Dorfherrn und seinen herbeigerufenen Freund Heinrich zu einem gefährlichen Unterfangen.

### Band 3: Löwentod
In der Kaiserstadt Aachen geschehen im Sommer 1350 grausame Morde. Markgraf Wilhelm wird von den Aachenern als Drahtzieher verdächtigt. Um seinen Herrn zu entlasten, macht sich Dorfherr Mathäus auf den Weg in die Stadt, um den wahren Mörder zu finden. Am Ende des Romans wird Mathäus’ Freund Heinrich schwer verletzt. Es bleibt offen, ob er die Verletzung überlebt. 

## Besonderheiten
Der Autor ist in Merode aufgewachsen und hat seine ersten Lebensjahre im Schloss der Ortschaft verbracht, wo sein Vater als Kastellan tätig war.
In Mönchsgesang finden sich kleine Hommagen an die Fernsehreihe Derrick („Hol schon mal die Pferde, Didi“) und den Roman Der Name der Rose von Umberto Eco und dessen Verfilmung von Bernd Eichinger (Heinrich kombiniert den Weg zur Latrine, obwohl er nie zuvor im Kloster gewesen ist).
Zwei Folgebände der Merode-Trilogie, Günter Kriegers Krimis Maria und der Inquisitor und Der Henker von Köln, erschienen 2003 und 2004 im Eupener Grenz-EchoVerlag. Mathäus Dreylings Ziehtochter Maria spielt darin die Hauptrolle und klärt im Jahr 1360 Verbrechen auf.

## Ausgaben
- Pandion Verlag, Simmern, Band 1–3, 1999–2001 (ISBN 3-922929-83-4; ISBN 3-934524-04-4; ISBN 3-934524-18-4)
- Knaur Taschenbuch Verlag, München, Band 1–3, 2005–2007 (ISBN 978-3-426-62847-8; ISBN 978-3-426-62848-5; ISBN 978-3-426-62846-1)
- Dryas Verlag, Frankfurt, Band 1–3, 2011–2013 (ISBN 978-3-940855-31-2; ISBN 978-3-941408-42-5; ISBN 978-3-941408-43-2)